# Freaks of Nature
Freaks of Nature (bra Guerra dos Monstros) é um filme estadunidense de 2015, do gênero comédia de terror, dirigido por Robbie Pickering, com roteiro de Oren Uziel.
O filme foi lançado com estreia limitada especial para o Halloween no dia 30 de outubro de 2015. No Brasil, teve estreia digital no iTunes no dia 9 de fevereiro de 2016.

## Sinopse
Grupo de adolescentes, formado por humanos, zumbis e vampiros, defende o planeta Terra de uma invasão alienígena.

## Elenco
- Nicholas Braun como Dag Parker
  - Jacob Eddington como Dag criança
- Mackenzie Davis como Petra Lane
- Josh Fadem como Ned Mosely
  - Max Wright como Ned criança
- Joan Cusack como Peg Parker
- Bob Odenkirk como Shooter Parker
- Keegan-Michael Key como Sr. Mayhew P. Keller
- Ed Westwick como Milan Pinache
- Patton Oswalt como Stuart Miller
- Vanessa Hudgens como Lorelei
- Denis Leary como Rick Wilson
- Ian Roberts como Chaz Mosely, Sr
- Utkarsh Ambudkar como Parminder
- Cerina Vincent como Daisy
- Chris Zylka como Chaz Mosely, Jr.

## Produção
Em Março de 2011, Jonah Hill foi anunciado por estar em conversas para fazer sua estreia como diretor no filme The Kitchen Sink. Em Fevereiro de 2012, Robbie Pickering foi escolhido como diretor do filme, apesar de Hill continuar envolvido como um dos produtores executivos.

### Escolha do elenco
Em Janeiro de 2013, foi noticiado que Nicholas Braun, estava em negociações para estrelar o filme, assim como Chris Zylka. Em Julho do mesmo ano, foi anunciado que Vanessa Hudgens também estava em negociações, assim como Denis Leary. Em Agosto de 2013 foi noticiado queEd Westwick estava negociando para estrelar o filme. Em Agosto de 2013 Patton Oswalt, Bob Odenkirk, Ian Roberts, Keegan-Michael Key e Mackenzie Davis se juntaram ao elenco.

### Filmagens
A fotografia principal aconteceu em Los Angeles e Vancouver em 15 de Agosto de 2013, durando 37 dias em diferentes locações de L.A incluindo Santa Clarita, Temple City e a escola Van Nuys High School. Os locais de filmagem em Vancouver incluíram Steveston, Metrotown Mall e a escola secundária A.R. Macneill Secondary School.[carece de fontes?]

## Lançamento
O filme foi inicialmente agendado para estrear no dia 9 de Janeiro de 2015, contudo em Outubro de 2014, a Sony atrasou para 4 de Setembro de 2015. Eventualmente, em 16 de Outubro de 2015, a Sony anunciou a estreia limitada do filme para o dia 30 de Outubro, em comemoração do Halloween.

## Recepção
Tim Janson, do The SciFi Movie Page, deu ao filme 2 estrelas de 5, citando, "A maneira ideal de assistir ao filme seria com a mão no botão de avançar, parando quando Key, Leary, Odenkirk e Oswalt estão na tela e pulando quando não estão".
O filme mantém uma taxa de 0% de aprovação no Rotten Tomatoes, baseada em 5 resenhas.

## Trilha sonora
- "My Life Is Right" por Big Star
- "Fever Dreaming" por No Age
- "Days" por The Drums
- "Kill for Love" por Chromatics
- "It's Simply Love" por The Longo Brothers
- "On My Mind" por CharlieRED
- "Deceive"' por Trentemøller
- "Moments of Love" por Debbie Martin
- "The Heat" por Jungle
- "Jump on It" por SweatBeatz
- "Germ Free Adolescents" por X-Ray Spex
- "Evil Soul" por The Young Werewolves
- "User" por KOVAS
- "Fall in Love Again" por Fuzzy Dora
- "We Didn't Start the Fire" por Billy Joel
- "Born on a Saturday Night" por Mean Jeans
- "It's Alright, It's OK" por Primal Scream